# Frukta Gud och låt dig nöja!
Frukta Gud och låt dig nöja! är en psalm som bygger på 1. Tim 6:6 i tolkning av Svante Alin. 
Melodin är en tonsättning av Preben Nodermann av okänt datum och enligt Koralbok för Nya psalmer, 1921 samma melodi som till psalmen Morgonrodnan mig skall väcka (1819 nr 423) och Glad jag städse vill bekänna (1819 nr 557, 1986 nr 69 i annan tonsättning). Psalmen kan också sjungas till melodin för psalmen Tvivlan ur min själ försvinne (1819 nr 200).

## Publicerad som
- Nr 608 i Nya psalmer 1921, tillägget till 1819 års psalmbok, under rubriken "Det Kristliga Troslivet: Troslivet hos den enskilda människan: De trognas helgelse och krisliga vandel: Vaksamhet, bön och strid".